# Lövberga
Lövberga ist ein Ort in der schwedischen Provinz Jämtlands län und der historischen Provinz Jämtland.
Der Ort in der Gemeinde Strömsund liegt etwa 20 km nordöstlich von Strömsund und 100 km nordöstlich von Östersund am südlichen Ende des Sees Flåsjön. Durch Lövberga führen die Inlandsbahn und die Europastraße 45 (Inlandsvägen).
Am See befindet sich ein Campingplatz (Flåsjöstrands Camping).
Vor 2015 wurde Lövberga als Småorts mit zuletzt (2010) 70 Einwohnern auf einer Fläche von 29 Hektar geführt, verlor diesen Status aber danach wegen zu großen Abstands in der Wohnbebauung gemäß Småortsdefinition beziehungsweise veränderter Methodik des Statistiska centralbyrån.